# كبونة (لوداب)
کبونة (بالفارسية: کبونه) هي قرية تقع في إيران في قسم لوداب الريفي. يقدر عدد سكانها بـ 67 نسمة بحسب إحصاء 2016.